# 虹口乡
虹口乡，是中华人民共和国四川省成都市都江堰市曾经下辖的一个乡。
2014年12月起，虹口乡被并入龙池镇。

## 行政区划
虹口乡撤销前下辖以下地区：
红色社区村、高原社区村、虹口社区村、联合社区村、棕花社区村、久红社区村、深溪社区村和光荣社区村。